# Коментиол (брат на Фока)
Вижте пояснителната страница за други личности с името Коментиол.
Коментиол (Comentiolus; Komentiolos; гръцки: Κομεντίολος;; + 610/611 г.) e брат на византийския император Фока (упр. 602–610).
Той е син на трако-римлянката Доментция. Брат е на Фока и генерал Доментциол.
При Фока той става патриций и magister militum. Става главнокомндващ на войската на Изтока. Участва във войната със Сасанидите. През октомври 610 г. Ираклий превзема властта и убива Фока и Доменциол.
Коментиол е през октомври/ноември 610 г. с войската на зимна квартира в Анкира и планува да атакува Константинопол и да отмъсти за смъртта на братята си.

Ираклий прощава на Доментиол, племенника на Коментиол, и изпраща Филипик да преговаря с него, но той е задържан и заплашен с убийство. В това време патриций Юстин (през края на 610 и зимата на 611 г.) обаче убива Коментиол. Така бунтът на Коментиол завършва. Ираклий получава цялата власт над империята.